# النهضة (حزب سياسي فرنسي)

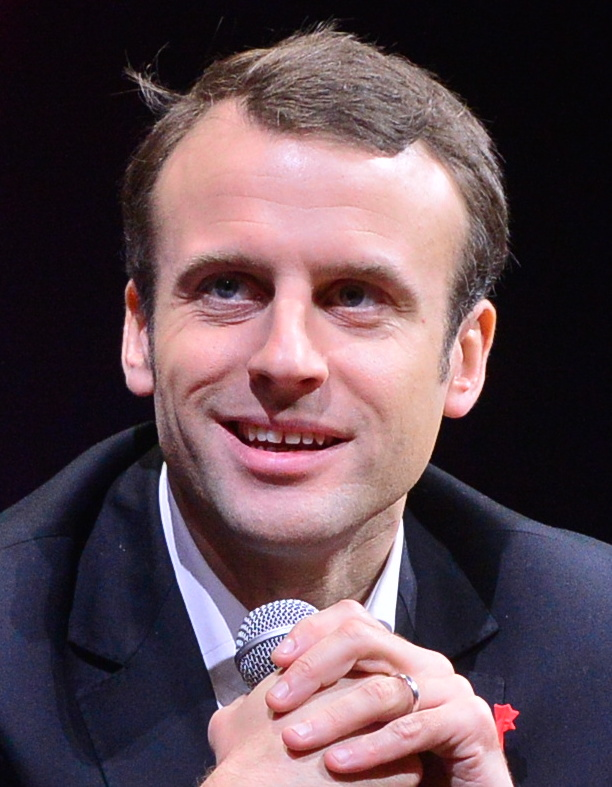
إيمانويل ماكرون مؤسس حزب إلى الأمام!.

النهضة (بالفرنسية: Renaissance)‏ هو حزب سياسي وسطي وليبرالي اجتماعي فرنسي، أسسه إيمانويل ماكرون في 6 أبريل 2016 تحت اسم إلى الأمام (بالفرنسية: En marche)‏، ثم عُرف باسم الجمهورية إلى الأمام (بالفرنسية: La République en marche)‏ من 2017 حتى 2022، وغالبًا من يقدمه على أنه حزب وسطي تقدمي.

بارتكازه الشديد على شبكات التواصل الاجتماعي، يتميز الحزب بقبول عضوية أعضاء الأحزاب الأخرى، وعدم فرض أي اشتراك مالي على أعضائه. يجعل الحزب أيضا من مشروع الوحدة والاتحاد الأوروبي أحد قيمه الأساسية، ويقدم بذلك على أنه الحزب الأكثر تأييدا لأوروبا في المشهد السياسي الفرنسي.
في 7 مايو 2017، انتخب رئيس الحزب إيمانويل ماكرون لمنصب رئيس الجمهورية الفرنسية. استقال من منصب في 8 مايو ليصبح رئيساً لكل الفرنسيين. في نفس اليوم تم تغيير اسم الحزب من إلى الأمام! إلى الجمهورية إلى الأمام!.

## التاريخ

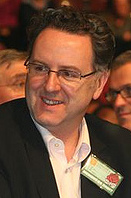
ريتشارد فيرون الأمين العام للحركة

إلى الأمام ! تأسس في 6 نيسان/أبريل 2016 في اميان.
مع هذه المبادرة، إيمانويل ماكرون عبر لأول مرة عن طموحه لخوض الانتخابات الرئاسية في عام 2017. ويرى العديد من المراقبين السياسيين ووسائل الإعلام أنه خطط للقيام بذلك منذ عام 2016، لا سيما بسبب جمع التبرعات التي نظمتها المبادرة. مع إطلاق موضوع تغطية إعلامية واسعة. كان مصحوباً ببحث كبير عن إيمانويل ماكرون بلغ حد الذروة على غوغل وويكيبيديا والتوترات مع فرانسوا هولاند بشأن قضية ولاء الوزير ماكرون له.

### الأمين العام
ريشار فيرون هو الأمين العام للحزب.

## النتائج الإنتخابية

### الانتخابات الرئاسية
| السنة | المرشح          | الدورة الأولى | الدورة الأولى | الدورة الأولى | الدورة الثانية | الدورة الثانية | الدورة الثانية |
| ----- | --------------- | ------------- | ------------- | ------------- | -------------- | -------------- | -------------- |
| السنة | المرشح          | الأصوات       | %             | الرتبة        | الأصوات        | %              | الرتبة         |
| 2017  | إيمانويل ماكرون | 346 656 8     | 24.01%        | الأول         | 128 743 20     | 66.10%         | الأول          |

### الانتخابات التشريعية
| السنة | الدورة الأولى | الدورة الأولى | الدورة الأولى | الدورة الثانية | الدورة الثانية | الدورة الثانية | المقاعد   | الحكومة            |
| ----- | ------------- | ------------- | ------------- | -------------- | -------------- | -------------- | --------- | ------------------ |
| السنة | الأصوات       | %             | المرتبة       | الأصوات        | %              | المرتبة        | المقاعد   | الحكومة            |
| 2017  | 797 390 6     | 28.21%        | الأولى        | 432 826 7      | 43.06%         | الأولى         | 308 / 577 | حكومة إدوارد فيليب |

## روابط خارجية
- الموقع الرسمي لحزب إلى الأمام!.